# Thesium subaphyllum
Thesium subaphyllum är en sandelträdsväxtart som beskrevs av Adolf Engler. Thesium subaphyllum ingår i släktet spindelörter, och familjen sandelträdsväxter. Inga underarter finns listade i Catalogue of Life.